# 黄元龙
黄元龙，福建邵武人，是一名明朝政治人物。
黄元龙曾于1565年接替蒋自克任崇明县知县一职，1569年由孙裔兴接任。